# DLTV
Seit 2009 wird jeder Klassenraum in thailändischen Schulen mit Fernsehgeräten ausgestattet. 
Grund dafür ist das Lernfernsehen DLTV (Distance Learning Television). Es werden Lernsendungen für Grundschüler bis zu Sprachsendungen auf Englisch, Deutsch und Französisch in weiterführenden Schulen angeboten. Derzeit wird auf 15 Programmplätzen unverschlüsselt über den Satelliten Thaicom 5 78,5°E gesendet.